# Sheridan Morais
Sheridan Morais (Johannesburg, 11 marzo 1985) è un pilota motociclistico sudafricano.

## Carriera
Dopo aver fatto esperienza per alcuni anni nel motocross, nel 2000 passa alle corse su asfalto; nel 2003 vince la Northern Regions Silver Cup 600 e il titolo nazionale superbike relativo ai piloti privati, mentre nel 2005 diventa campione sudafricano superbike e ha modo di correre in due weekend del campionato britannico.
Nel 2006 esordisce nella Superstock 1000 FIM Cup, a bordo di una Suzuki GSXR1000 K6 del team EMS Racing, concludendo 14º. La stagione successiva finisce invece 13º a bordo di una Ducati 1098S del Team Pedercini. Fa altre tre apparizioni nel 2008 sempre con il team Pedercini passando alla guida di una Kawasaki ZX-10R, ottenendo un podio a Brands Hatch, mentre in ambito nazionale ottiene il suo secondo titolo superbike.
Nel 2009 corre in due eventi del campionato mondiale Superbike con la Kawasaki ZX-10R del team ufficiale Kawasaki in sostituzione dell'infortunato Makoto Tamada ed una gara nel campionato mondiale Supersport con la Yamaha YZF-R6 del team YZF Yamaha in sostituzione dell'infortunato Tata Pradita. Nello stesso anno vince i campionati superbike e supersport nazionali.
Nel 2010 partecipa a tre prove del mondiale Superbike, le prime due su una Honda CBR1000RR del team ECHO CRS Honda in sostituzione dell'infortunato Broc Parkes, la terza come wildcard su una Aprilia RSV4 Factory del team EmTek Racing.

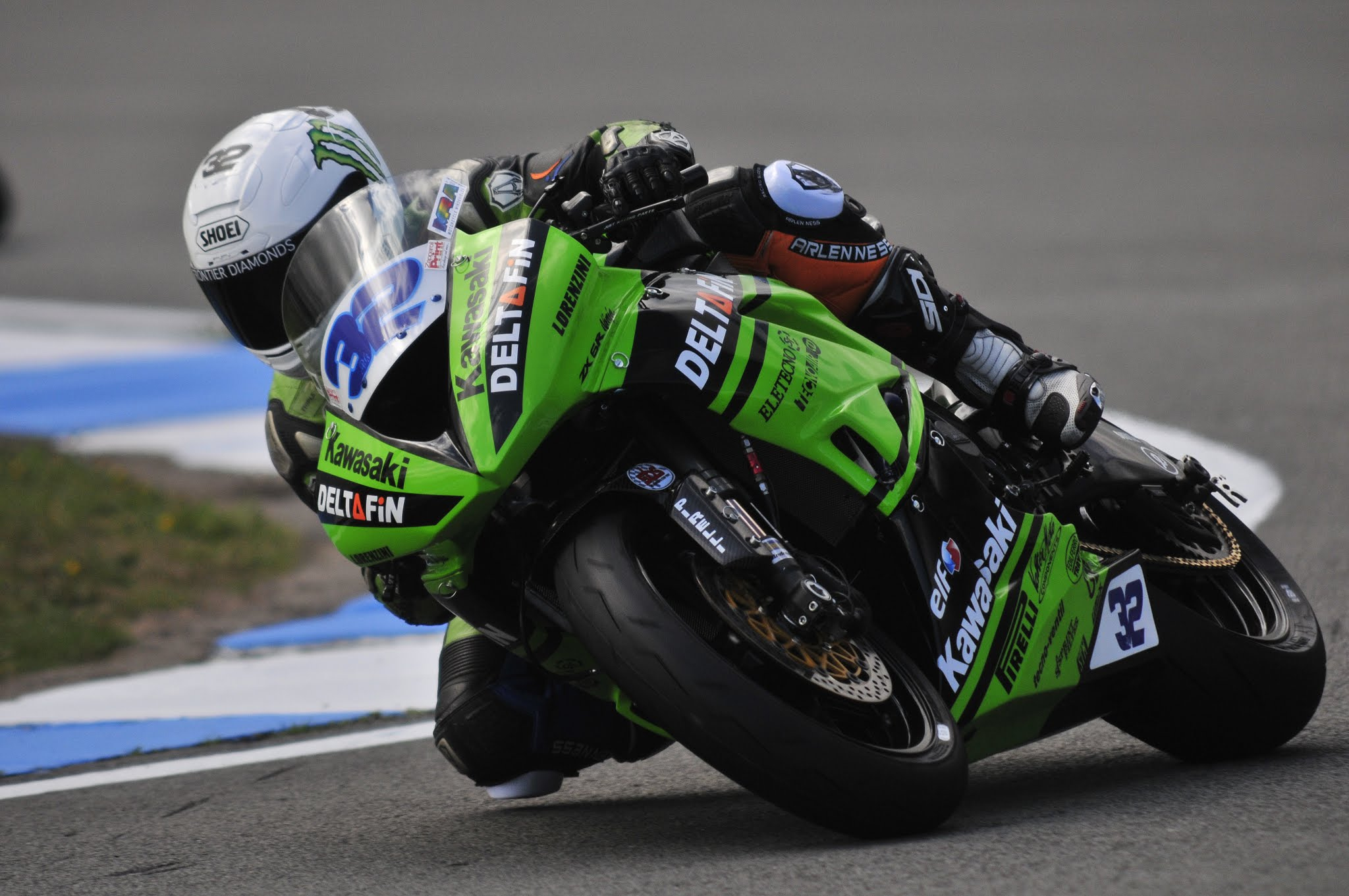
Morais sulla ZX-6R del team Lorenzini nel 2012.

Torna nella Superstock 1000 FIM Cup nel 2011, correndo come pilota titolare con il team Lorenzini by Leoni, concludendo al 10º posto e salendo sul podio a Portimão. Sempre nel 2011, disputa due gare nella classe Stock 1000 del CIV. Confermato dal team Kawasaki DeltaFin Lorenzini nel 2012, viene spostato nel mondiale Supersport con una Kawasaki ZX-6R, con compagno di squadra Kenan Sofuoğlu. Termina la stagione al sesto posto con 96 punti ed un podio all'attivo. Nella stagione sportiva 2013, il pilota sudafricano partecipa ancora al campionato mondiale supersport; iniziando la stagione con una Honda CBR600RR del team PTR Honda. Dal Gran premio di Germania in poi, guida una Kawasaki del team Go Eleven. Chiude la stagione al dodicesimo posto con 55 punti all'attivo.
Nel 2014 partecipa al campionato mondiale Superbike in sella ad una Kawasaki ZX-10R EVO del team IRON BRAIN Grillini Kawasaki. Conclude la stagione in diciottesima posizione con 24 punti all'attivo, ma sesto tra i piloti dotati di una motocicletta in configurazione EVO. Viene in un primo momento confermato dal team anche per la stagione successiva, salvo poi venire scaricato dello stesso team nel dicembre 2014.
Nel 2015 partecipa quindi al campionato mondiale Endurance in sella ad una Yamaha YZF-R1 del team Monster Energy YART, chiudendo la stagione al decimo posto. Partecipa inoltre ad alcune gare del campionato MotoAmerica Superbike in sella ad un'Aprilia RSV4 RF. Nel 2016 partecipa al nuovamente al campionato MotoAmerica e al campionato mondiale Endurance. Sempre nel 2016 è iscritto al Gran Premio di Gran Bretagna a Donington nel mondiale Superbike, andando a sostituire Joshua Hook, in sella alla Kawasaki ZX-10R del team Grillini Racing. Nel 2017 torna ad essere pilota titolare nel mondiale Supersport, alla guida di una Yamaha YZF-R6 gestita dal team Kallio Racing. Il compagno di squadra è Niki Tuuli. Chiude la stagione al quarto posto con centoquarantuno punti ottenuti e una vittoria in Germania al Lausitzring. Nel 2018 (anno in cui inizia a correre con licenza portoghese) è chiamato a sostituire l'infortunato Kenan Sofuoğlu in sella alla Kawasaki ZX-6R del team Puccetti Racing. I sedici punti ottenuti gli consentono di chiudere al diciannovesimo posto in classifica piloti. In questa stagione inoltre, fa il suo esordio nel motomondiale partecipando, in qualità di wild card, ai Gran Premi di Repubblica Ceca, Misano e Aragona, classe Moto2, in sella ad una Kalex gestita dal team Willi Race. Chiude la prima gara al ventiquattresimo posto, la seconda con un ritiro.
Torna nel mondiale Superbike nel 2020, disputa infatti l'ultima gara in calendario in qualità di pilota sostitutivo con una Kawasaki ZX-10R del team Orelac Racing Verdnatura senza ottenere punti. Nel 2021 disputa tre Gran Premi nel mondiale Supersport come pilota sostitutivo per il team Wójcik Racing. Ottiene tredici punti che gli consentono di chiudere al ventiseiesimo posto. Nella 2022 prende parte alla prima metà del Campionato Italiano Superbike. In sella ad una Kawasaki ZX-10R del team Black Flag Motorsport ottiene punti in tutte le gare disputate classificandosi quindicesimo. Nel 2023 gareggia nel mondiale Endurance con una Yamaha del team Wojcik Racing in equipaggio con Isaac Viñales, Christoffer Bergman e Mahieu Gines.

## Risultati in gara

### Campionato mondiale Superbike
| 2009 | Moto     |  |  |  |  |  |  |  |  |  |  |    |    |  |  |  |  |  |  |  |  |  |  |  |  |     |    |  |  | Punti | Pos. |
| ---- | -------- |  |  |  |  |  |  |  |  |  |  | -- | -- |  |  |  |  |  |  |  |  |  |  |  |  | --- | -- |  |  | ----- | ---- |
| 2009 | Kawasaki |  |  |  |  |  |  |  |  |  |  | 13 | 11 |  |  |  |  |  |  |  |  |  |  |  |  | Rit | 19 |  |  | 8     | 32º  |

| 2010 | Moto            |  |  |    |     |    |    |  |  |  |  |    |     |  |  |  |  |  |  |  |  |  |  |  |  |  |  |  |  | Punti | Pos. |
| ---- | --------------- |  |  | -- | --- | -- | -- |  |  |  |  | -- | --- |  |  |  |  |  |  |  |  |  |  |  |  |  |  |  |  | ----- | ---- |
| 2010 | Honda e Aprilia |  |  | 17 | Rit | NP | NP |  |  |  |  | 13 | Rit |  |  |  |  |  |  |  |  |  |  |  |  |  |  |  |  | 3     | 26º  |

| 2014 | Moto     |    |    |    |    |    |    |    |     |    |    |     |    |     |     |     |    |    |    |    |    |    |     |    |    |  |  |  |  | Punti | Pos. |
| ---- | -------- | -- | -- | -- | -- | -- | -- | -- | --- | -- | -- | --- | -- | --- | --- | --- | -- | -- | -- | -- | -- | -- | --- | -- | -- |  |  |  |  | ----- | ---- |
| 2014 | Kawasaki | 15 | 14 | 15 | 13 | 16 | 13 | 17 | Rit | 19 | 16 | Rit | 17 | Rit | Rit | Rit | 12 | 20 | 13 | 13 | 12 | 17 | Rit | NP | NP |  |  |  |  | 24    | 18º  |

| 2016 | Moto     |  |  |  |  |  |  |  |  |  |  |  |  |    |    |  |  |  |  |  |  |  |  |  |  |  |  |  |  | Punti | Pos. |
| ---- | -------- |  |  |  |  |  |  |  |  |  |  |  |  | -- | -- |  |  |  |  |  |  |  |  |  |  |  |  |  |  | ----- | ---- |
| 2016 | Kawasaki |  |  |  |  |  |  |  |  |  |  |  |  | NP | NP |  |  |  |  |  |  |  |  |  |  |  |  |  |  | 0     |      |

| 2020 | Moto     |  |  |  |  |  |  |  |  |  |  |  |  |  |  |  |  |  |  |  |  |  |    |    |    |  |  |  |  |  |  |  |  |  |  |  |  |  |  |  |  |  |  | Punti | Pos. |
| ---- | -------- |  |  |  |  |  |  |  |  |  |  |  |  |  |  |  |  |  |  |  |  |  | -- | -- | -- |  |  |  |  |  |  |  |  |  |  |  |  |  |  |  |  |  |  | ----- | ---- |
| 2020 | Kawasaki |  |  |  |  |  |  |  |  |  |  |  |  |  |  |  |  |  |  |  |  |  | 16 | 19 | 18 |  |  |  |  |  |  |  |  |  |  |  |  |  |  |  |  |  |  | 0     |      |

| Legenda | 1º posto        | 2º posto            | 3º posto           | A punti      | Senza punti        | Grassetto – Pole position Corsivo – Giro più veloce |
| Legenda | Gara non valida | Non qual./Non part. | Ritirato/Non class | Squalificato | '-' Dato non disp. | Grassetto – Pole position Corsivo – Giro più veloce |

### Campionato mondiale Supersport
| 2009 | Moto   |  |  |  |  |  |  |  |  |  |   |  |  |  |  |  |  |  |  |  |  |  |  |  |  | Punti | Pos. |
| ---- | ------ |  |  |  |  |  |  |  |  |  | - |  |  |  |  |  |  |  |  |  |  |  |  |  |  | ----- | ---- |
| 2009 | Yamaha |  |  |  |  |  |  |  |  |  | 6 |  |  |  |  |  |  |  |  |  |  |  |  |  |  | 10    | 21º  |

| 2012 | Moto     |   |    |    |     |   |   |   |   |   |   |     |   |    |  |  |  |  |  |  |  |  |  |  |  | Punti | Pos. |
| ---- | -------- | - | -- | -- | --- | - | - | - | - | - | - | --- | - | -- |  |  |  |  |  |  |  |  |  |  |  | ----- | ---- |
| 2012 | Kawasaki | 6 | 10 | 15 | Rit | 6 | 6 | 3 | 7 | 7 | 4 | Rit | 6 | 14 |  |  |  |  |  |  |  |  |  |  |  | 96    | 6º   |

| 2013 | Moto             |    |     |    |   |   |   |    |    |    |    |     |   |   |  |  |  |  |  |  |  |  |  |  |  | Punti | Pos. |
| ---- | ---------------- | -- | --- | -- | - | - | - | -- | -- | -- | -- | --- | - | - |  |  |  |  |  |  |  |  |  |  |  | ----- | ---- |
| 2013 | Honda e Kawasaki | 24 | Rit | NP | 6 | 7 | 5 | 10 | AN | 19 | 18 | Rit | 5 | 8 |  |  |  |  |  |  |  |  |  |  |  | 55    | 12º  |

| 2017 | Moto   |    |   |   |   |   |   |   |   |   |   |   |   |  |  |  |  |  |  |  |  |  |  |  |  | Punti | Pos. |
| ---- | ------ | -- | - | - | - | - | - | - | - | - | - | - | - |  |  |  |  |  |  |  |  |  |  |  |  | ----- | ---- |
| 2017 | Yamaha | 11 | 7 | 2 | 5 | 4 | 6 | 8 | 1 | 4 | 8 | 6 | 7 |  |  |  |  |  |  |  |  |  |  |  |  | 141   | 4º   |

| 2018 | Moto     |  |  |   |     |  |   |     |     |  |  |  |  |  |  |  |  |  |  |  |  |  |  |  |  | Punti | Pos. |
| ---- | -------- |  |  | - | --- |  | - | --- | --- |  |  |  |  |  |  |  |  |  |  |  |  |  |  |  |  | ----- | ---- |
| 2018 | Kawasaki |  |  | 9 | Rit |  | 7 | Rit | Rit |  |  |  |  |  |  |  |  |  |  |  |  |  |  |  |  | 16    | 19º  |

| 2021 | Moto   |  |  |  |  |  |  |    |    |    |    |  |  |  |  |  |  |  |  |  |  |    |    |  |  | Punti | Pos. |
| ---- | ------ |  |  |  |  |  |  | -- | -- | -- | -- |  |  |  |  |  |  |  |  |  |  | -- | -- |  |  | ----- | ---- |
| 2021 | Yamaha |  |  |  |  |  |  | 10 | 14 | 27 | 15 |  |  |  |  |  |  |  |  |  |  | 15 | 13 |  |  | 13    | 26º  |

| Legenda | 1º posto        | 2º posto            | 3º posto           | A punti      | Senza punti        | Grassetto – Pole position Corsivo – Giro più veloce |
| Legenda | Gara non valida | Non qual./Non part. | Ritirato/Non class | Squalificato | '-' Dato non disp. | Grassetto – Pole position Corsivo – Giro più veloce |

### Motomondiale
| 2018 | Classe | Moto  |  |  |  |  |  |  |  |  |  |    |  |  |     |     |  |  |  |  |  | Punti | Pos. |
| ---- | ------ | ----- |  |  |  |  |  |  |  |  |  | -- |  |  | --- | --- |  |  |  |  |  | ----- | ---- |
| 2018 | Moto2  | Kalex |  |  |  |  |  |  |  |  |  | 24 |  |  | Rit | Rit |  |  |  |  |  | 0     |      |

| Legenda | 1º posto        | 2º posto            | 3º posto            | A punti      | Senza punti        | Grassetto – Pole position Corsivo – Giro più veloce |
| Legenda | Gara non valida | Non qual./Non part. | Ritirato/Non class. | Squalificato | '-' Dato non disp. | Grassetto – Pole position Corsivo – Giro più veloce |